# Dufourspitze
Dufourspitze (wł. Punta Dufour, 4634 m n.p.m.) – szczyt w Alpach Pennińskich. Najwyższy szczyt masywu Monte Rosa oraz Szwajcarii, drugi co do wysokości samodzielny szczyt Alp (po Mont Blanc), a także Europy, jeśli nie uznaje się Kaukazu za jej część. Leży w Szwajcarii w kantonie Valais, blisko granicy z Włochami.  Nazwa („szczyt Dufoura”) została nadana na cześć szwajcarskiego kartografa Guillaume’a Henriego Dufoura.
Wyruszający na szczyt alpiniści wyruszają zazwyczaj ze schroniska Monte Rosa Hut położonego na wysokości 2795 m, na płycie skalnej, powyżej lodowca Grenzgletscher. Droga technicznie oceniana jest w skali alpejskiej na stopień PD+ (PD = fr. peu difficile – nieco trudna). Przez długi czas idzie się po lodowcu. Trudności techniczne do II+. Droga mikstowa (skała i lód) o dużej ekspozycji.
Dufourspitze należy do Korony Europy.